# Свирид Анатолій Олексійович
Анато́лій Олексі́йович Свири́д (* 1978) — старшина Збройних сил України, учасник антитерористичної операції на сході України, голова ГО «Серця Кіборгів».

## Короткий життєпис
Народився 29 березня 1978 року в селі Панасівка Липоводолинського району Сумської області.
З 1996 по 1997 роки проходив строкову службу та службу за контрактом у підрозділі спеціального призначення Внутрішніх військ МВС України. У 1997 році успішно склав кваліфікаційний залік на право носіння крапового берета.
З 1998 по 2010 роки працював на посаді провідного фахівця служби безпеки на підприємствах «Запоріжсталь».
У 2014 році закінчив державний вищий навчальний заклад «Переяслав-Хмельницький державний педагогічний університет імені Григорія Сковороди» та здобув ступінь — магістр.
З березня по квітень 2014 року пройшов підготовку за програмою резервіста Національної Гвардії України. Був прийнятий до особового складу Першого резервного батальйону НГУ, в/ч 3027, працював на посаді заступника командира з бойової підготовки.
22 серпня 2014 року Свирид А. О. був призваний на військову службу за мобілізацією до лав ВДВ Збройних сил України. Служив у званні головного сержанта 1-ї штурмової роти 90-го окремого аеромобільного батальйону 95-ї окремої десантно-штурмової бригади. Пізніше весь 90-й батальйон переведели до 81-ї окремої аеромобільної бригади.
З листопада 2014 року під позивним «Спартанець» брав участь в АТО в населених пунктах Донецької області: с. Водяне, с. Тоненьке, с. Опитне, с. Піски, м. Авдіївка, позиції Зеніт та Новий термінал Донецького аеропорту. Має численні поранення та контузії.
Разом із групою бійців Свирид А. О. 18 січня 2015 року зайшов на позиції в Новому терміналі Донецького аеропорту. З 19 січня 2015 року почалися підриви Нового терміналу та газові атаки отруйними речовинами задушливої дії. Тривали жорстокі бої. У ніч проти 21 січня російсько-терористичні формування остаточно підірвали перекриття Нового терміналу. Багато українських бійців загинули. Свирид А. О. дістав значні осколкові поранення та чергову контузію. Попри свій важкий стан, Свирид А. О. вийшов на перемовини з бойовиками з незаконних збройних формувань з проханням створити коридор для вивезення важкопоранених для надання термінової медичної допомоги. І домігся свого. Але сам був взятий у полон до бойовиків НЗФ, і, після місячного перебування, потрапив на обмін. Звільнений з полону 21 лютого 2015 року. Такою ціною врятував життя п'ятьом важкопораненим.
У грудні 2015 року, разом зі своїми бойовими побратимами, Анатолій Свирид заснував громадську організацію «Серця Кіборгів».
У 2018 році закінчив Житомирський державний технологічний університет та здобув ступінь магістра за спеціальністю «Публічне управління та адміністрування», магістерська програма «Антикорупційна діяльність».

## Сім'я
Одружений, має сина 2006 року народження.

## Громадська діяльність
З 18 грудня 2015 року Анатолій Свирид є головою Громадського об'єднання «Серця Кіборгів» [Архівовано 22 червня 2019 у Wayback Machine.].
Громадська організація «Серця Кіборгів» — громадське об'єднання, створене відповідно до Закону України «Про громадські об'єднання» з метою надання всебічної соціальної, правової, благодійної та будь-якої іншої підтримки особам, які брали участь, а також сім'ям осіб, які загинули під час проведення Антитерористичної операції на території Донецької та Луганської областей.
ГО «Серця Кіборгів» з моменту свого створення 18 грудня 2015 року веде дуже активну діяльність. Наразі організація вже має відокремлені підрозділи в містах Житомир, Харків, Чернігів, Біла Церква, Ромни та Горішні Плавні.
Основними пріоритетними напрямками діяльності організації є:
- допомога родинам загиблих Героїв на сході України;
- патріотичне виховання дітей та молоді засобами культурної діяльності;
- відпочинок та психологічна реабілітація дітей та дорослих;
- спортивні секції та дитячі гуртки.

Екскурсії, майстер-класи, патріотичні зустрічі в музеях, школах та ліцеях, фестивалі, тематичні свята, відвідування театрів, кінотеатрів, участь у футбольних матчах, у турнірах із рукопашного бою, відкриття меморіальних дощок, скверів та багато інших заходів — ось неповний перелік заходів, організованих ГО «Серця Кіборгів», до яких за всю діяльність загалом було залучено 48 000 дітей та дорослих.
Своїми силами та за допомогою небайдужих людей з початку 2016 року ГО «Серця Кіборгів» оздоровили 1400 дітей та дорослих не лише в Україні (Одеса, Карпати, Херсонська область, табір «Артек. ЮА» в Пущі-Водиці Київської області, військово-патріотичні табори на Черкащині та Київщині), а й за кордоном (Болгарія, Хорватія, Латвія, Словаччина).
Станом на кінець 2019 року ГО «Серця Кіборгів» офіційно опікується загалом майже 500 дітьми дошкільного та шкільного віку з усієї території України, батьки яких є учасниками АТО/ООС на сході України; з них 256 дітей — це діти з родин загиблих Героїв.

## Нагороди
Нагороджений орденом «За заслуги» III ступеня за вагомий особистий внесок у забезпечення реалізації державної політики у сфері соціального захисту дітей, створення умов для їх всебічного розвитку та високий професіоналізм (Указ Президента України від 1 червня 2018 року № 157), орденом «За мужність» III ступеня за особисту мужність і високий професіоналізм, виявлені у захисті державного суверенітету та територіальної цілісності України, вірність військовій присязі (Указ Президента від 31 липня 2015 року № 461/2015), відзначений почесним нагрудним знаком Начальника Генерального штабу — Головнокомандувача Збройних Сил України «За взірцевість у військовій службі» III ступеню (2015 рік); нагрудним знаком «За оборону Донецького аеропорту» (2015 рік).